# Талпе
Талпе (рум. Talpe) — село у повіті Біхор в Румунії. Входить до складу комуни Дрегенешть.
Село розташоване на відстані 377 км на північний захід від Бухареста, 60 км на південний схід від Ораді, 91 км на захід від Клуж-Напоки, 134 км на північний схід від Тімішоари.

## Населення
За даними перепису населення 2002 року у селі проживали 253 особи, усі — румуни. Усі жителі села рідною мовою назвали румунську.

## Галерея

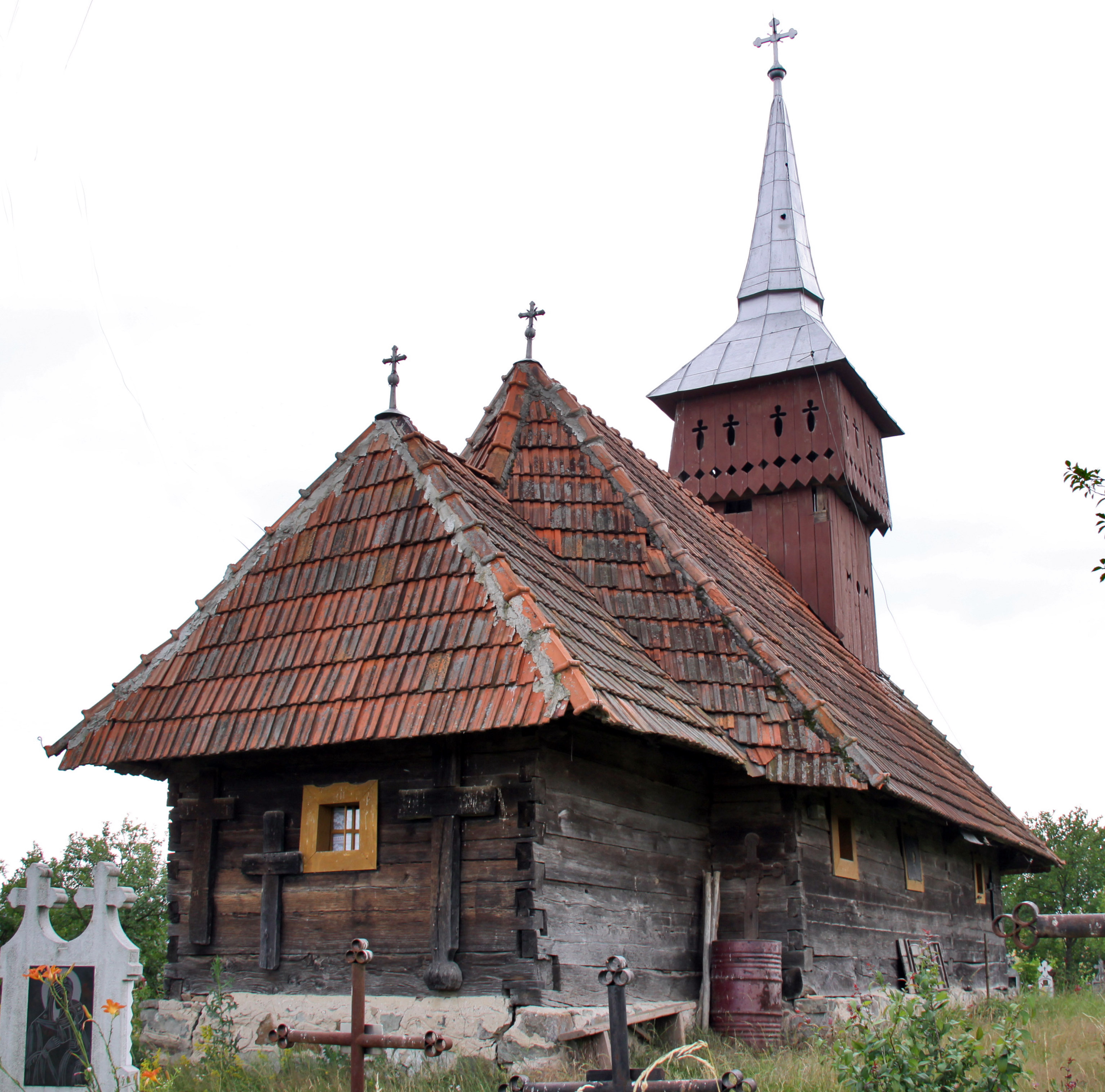
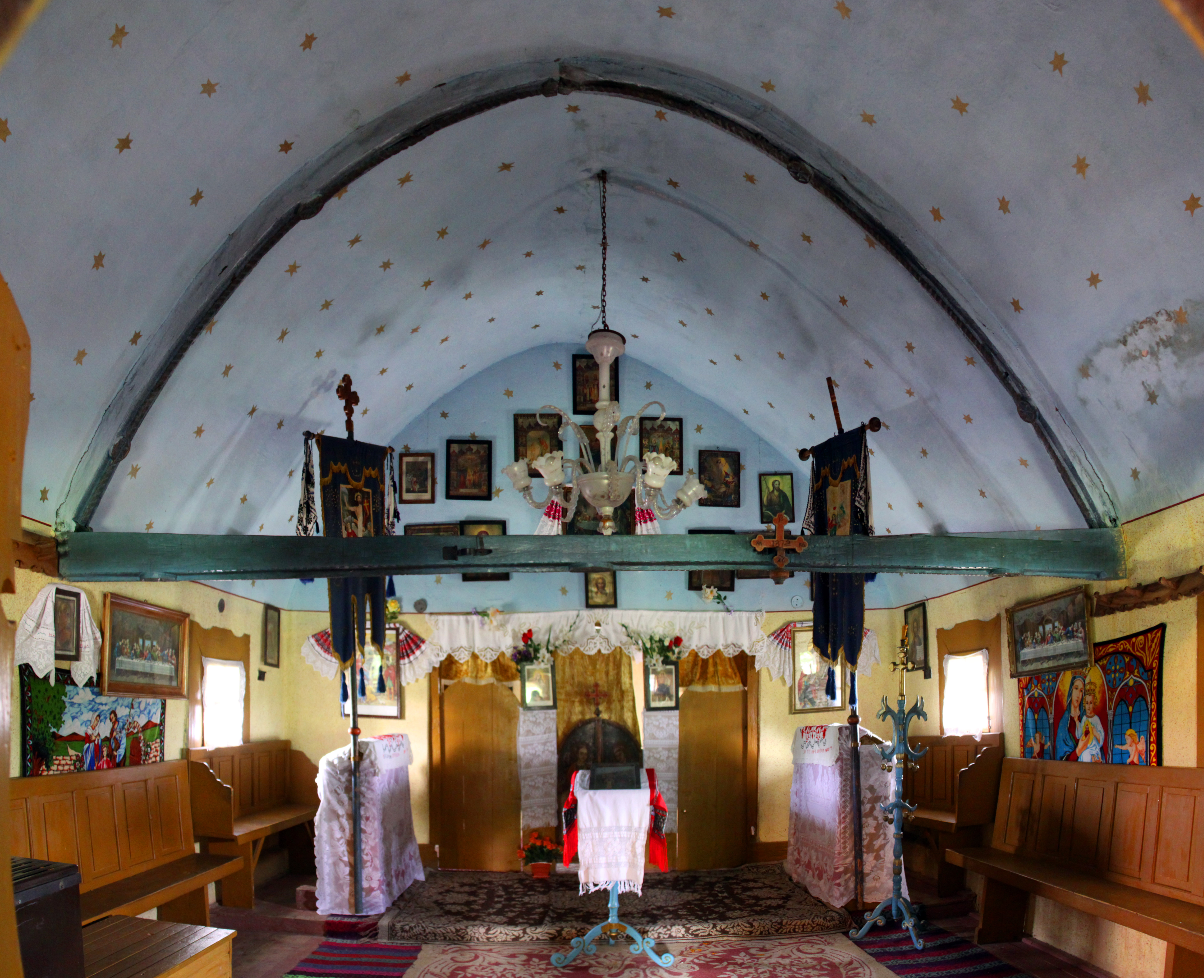
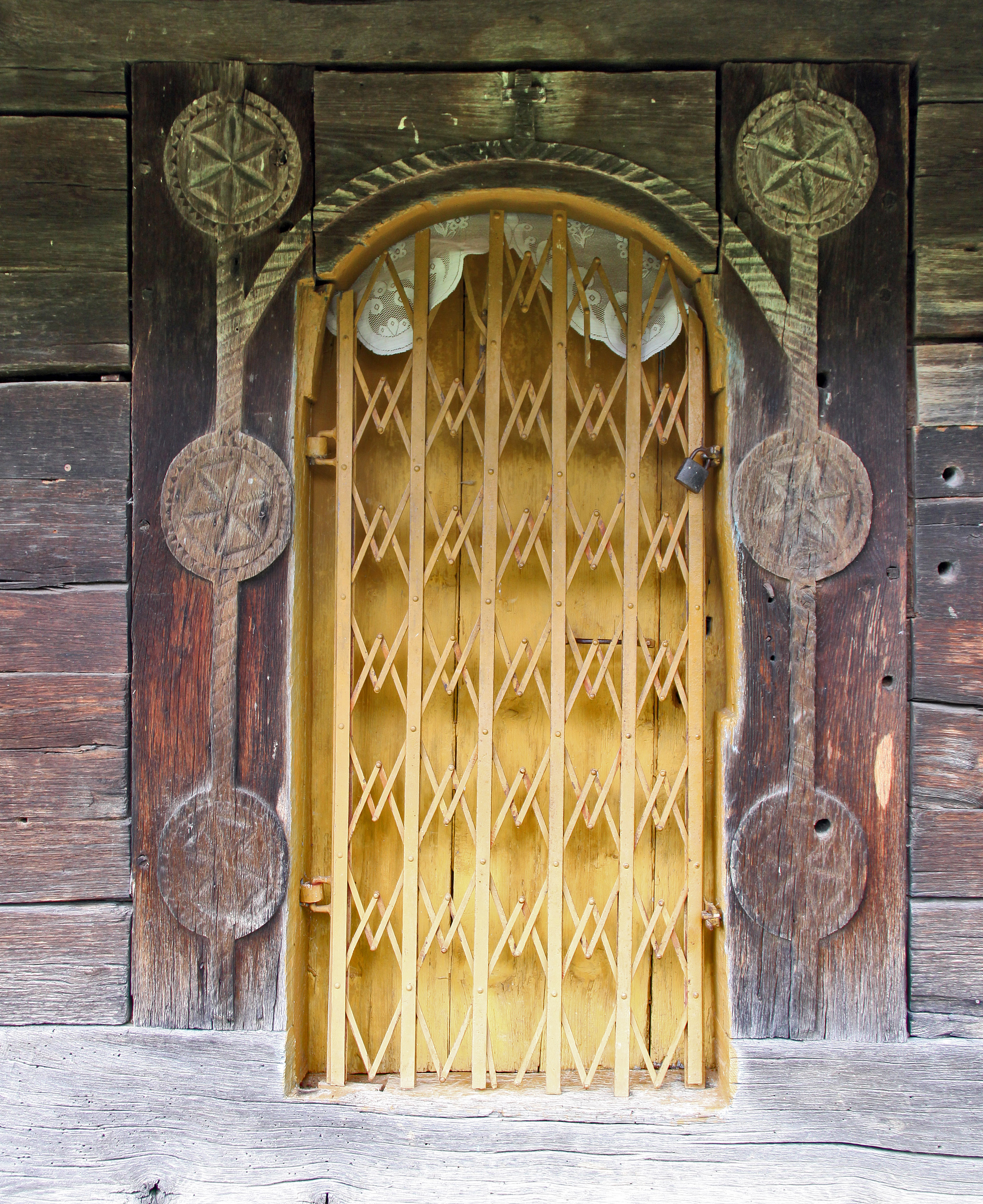
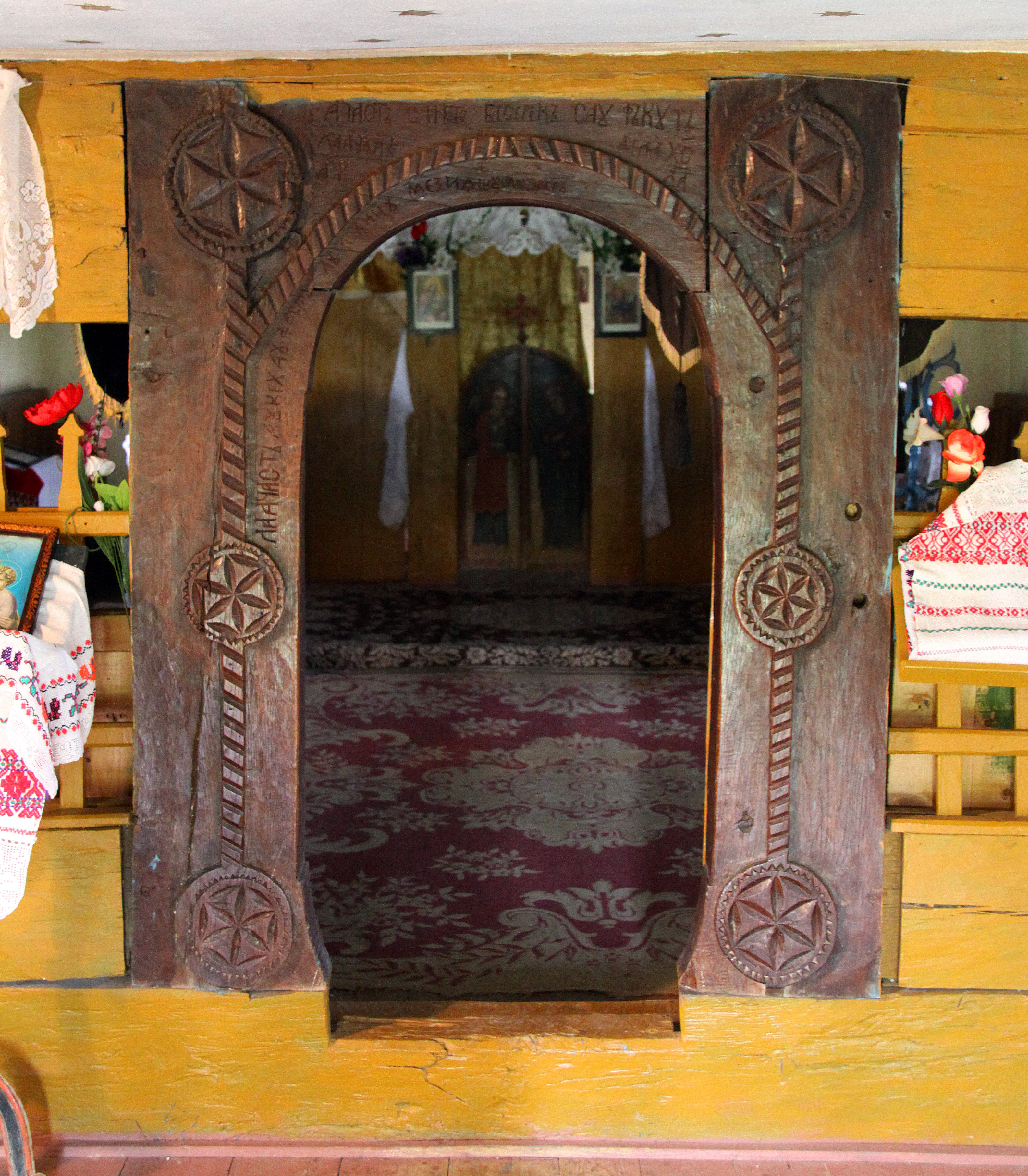
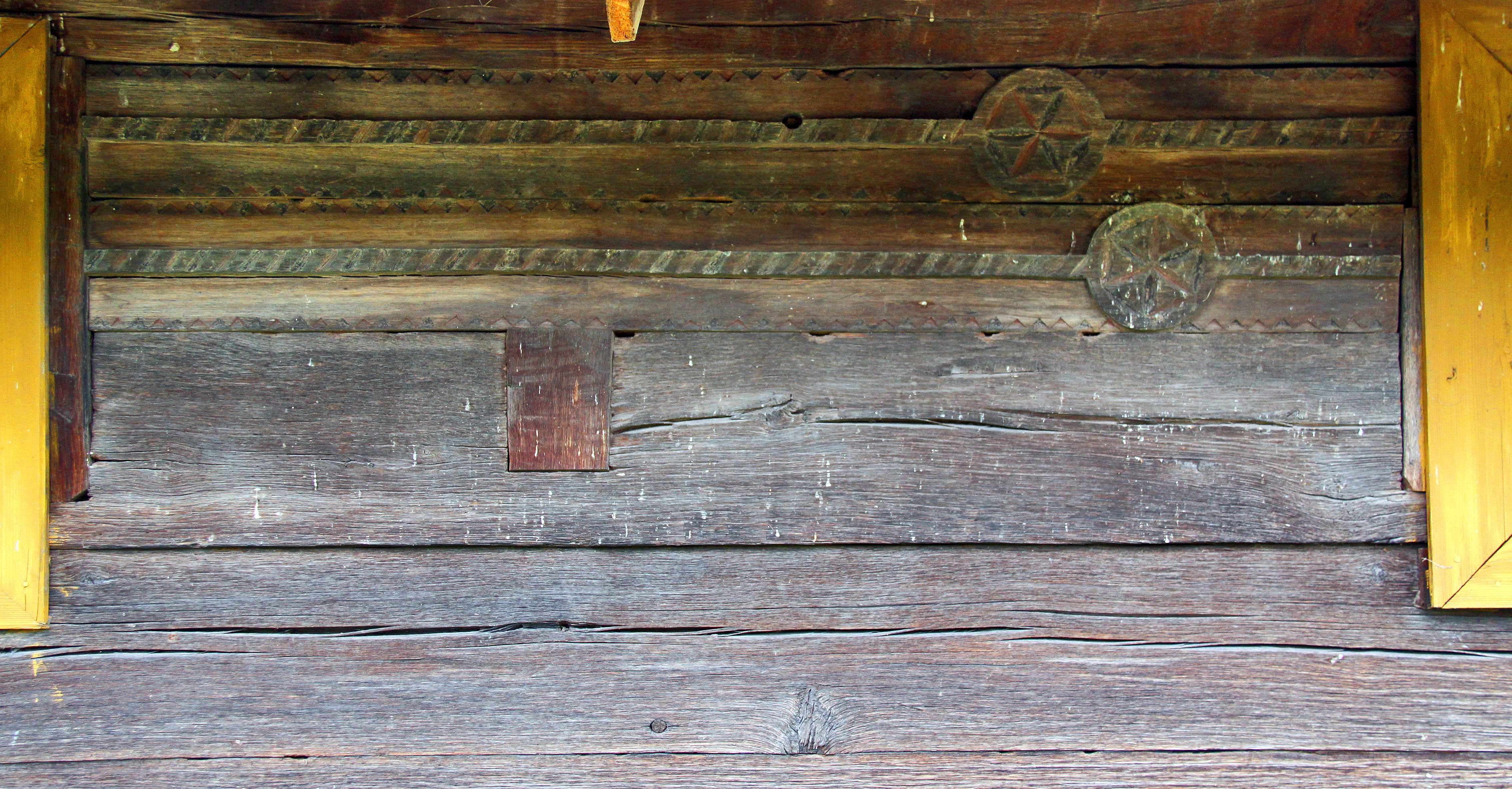